# Niên biểu nhà Đường

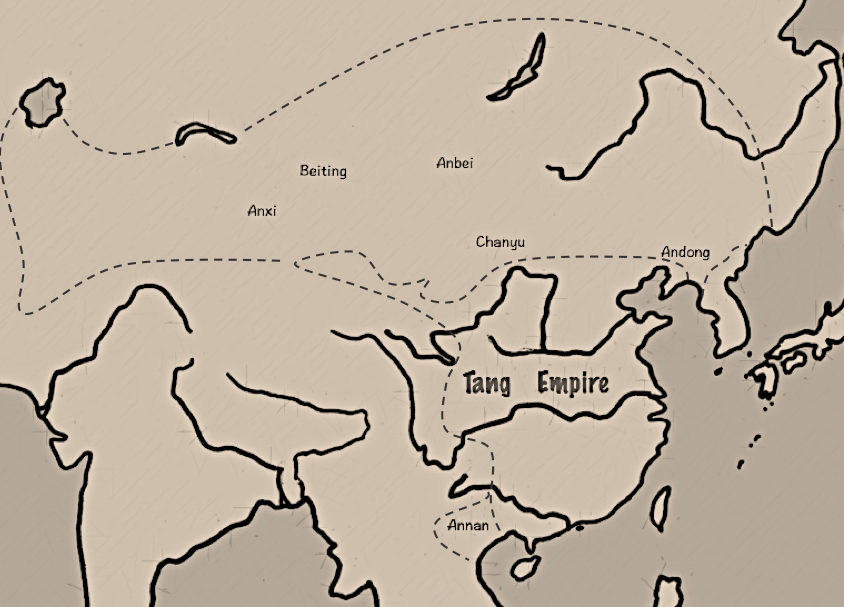
Bản đồ đế quốc Đường

Dưới đây là niên biểu của nhà Đường, một thời kì kéo dài 289 năm, từ 618 khi vương triều thành lập, đến 907, khi vị hoàng đế cuối cùng thoái vị nhường ngôi cho Chu Ôn, người sau đó đã lập ra triều Hậu Lương, mở ra giai đoạn Ngũ Đại Thập Quốc. Thông tin về những thực thể có liên quan đến nhà Đường chẳng hạn như nhà Võ Chu, của Võ Tắc Thiên, và các vương triều khác như nhà Tùy, Thổ Phồn, Tam quốc Triều Tiên, Nam Chiếu, Nhật Bản cũng được nhắc đến khi cần thiết.

## Thế kỉ VII

### Thập niên 610
| Năm | Ngày tháng | Sự kiện |
| --- | --- | --- |
| 617 | | Thủy Tất Khả hãn của Đông Đột Quyết hỗ trợ Lý Nguyên đứng lên khởi nghĩa chống lại Tùy triều                                                                        |
| 617 | 18 tháng 12 | Lý Uyên lập cháu nội của Tùy Dượng Đế là Dương Hựu lên làm hoàng đế tại Trường An mà tôn Dượng Đế làm Thái Thượng hoàng                                             |
| 618 | 11 tháng 4 | Tùy Dượng Đế bị giết trong một cuộc đảo chính do Vũ Văn Hóa Cập cầm đầu tại Giang Đô                                                                                |
| 618 | 12 tháng 6 | Lý Uyên (Đường Cao Tổ - lưu ý rằng các hoàng đế Nhà Đường thường gọi gọi bằng miếu hiệu sau khi chết) soán ngôi của Dương Hựu và lập ra nhà Đường; kết thúc nhà Tùy |
| 618 | 29 tháng 11 | Trận Thiên Thủy Nguyên: Lý Thế Dân đánh bại địch thủ Tiết Nhân Cảo và tiêu diệt nước Tần của ông này                                                                |
| 619 | | Vương Bạc (王薄) và Đỗ Phục Uy đầu hàng Nhà Đường |
| 619 | Các lực lượng phản quân mạnh nhất lúc bấy giờ gồm Vương Thế Sung ở Lạc Dương, Lưu Vũ Chu ở Bắc Sơn Tây, Đậu Kiến Đức ở Hà Bắc, và Thẩm Pháp Hưng ở miền nam | |
| 619 | Vũ Văn Hóa Cập bị Đậu Kiến Đức đánh bại, giết chết | |

### Thập niên 620
| Năm | Ngày tháng | Sự kiện |
| --- | --- | --- |
| 620 | | Lý Thế Dân đánh bại Lưu Vũ Chu |
| 621 | 28 tháng 5 | Trận Hổ Lao: Lực lượng Nhà Đường đánh bại quân phiệt Đậu Kiến Đức và ông ta bị bắt bởi Lý Thế Dân |
| 621 | Quân Nhà Đường đánh bại Vương Thế Sung và tiếm chiếm Lạc Dương | |
| 621 | Tướng cũ của Đậu Kiến Đức là Lưu Hắc Thát nổi dậy | |
| 622 | | Thủ lĩnh nghĩa quân Lý Tử Thông tìm cách chạy trốn khỏi Trường An nhưng bị bắt giữ và hành quyết |
| 622 | Hiệt Lợi Khả hãn của Đông Đột Quyết tấn công Nhà Đường | |
| 623 | | Thổ Dục Hồn xâm lược Cam Túc: Sài Thiệu đánh bại cuộc xâm lược của Thổ Dục Hồn tại Cam Túc |
| 623 | Lý Kiến Thành đánh bại Lưu Hắc Thát; Lưu Hắc Thát bị bắt giữ và giết chết | |
| 623 | Phụ Công Thạch tự xưng là hoàng đế ở Đan Dương, Giang Tô (Nam Kinh) | |
| 624 | | Phụ Công Thạch bị giết; Nhà Đường thu phục miền nam |
| 624 | Chế độ chế Tô Dung điều chế được áp dụng | |
| 624 | Hiệt Lợi Khả hãn của Đông Đột Quyết và cùng cháu là Đột Lợi Khả hãn (A Sử Na Thập Bát Bật) xâm lược Nhà Đường nhưng Lý Thế Dân liên hệ với Đột Lợi và thuyết phục ông ta lui quân, cuộc xâm lược do đó không thực hiện được | |
| 625 | | Đông Đột Quyết liên tục mở các cuộc tấn công biên giới phía bắc; thậm chí đôi khi còn tiến xa về phía nam đến tận Sơn Tây; lần quy mô nhất do Hiệt Lợi Khả hãn đích thân chỉ huy đánh vào Sóc Châu (thuộc bắc Sơn Tây) nhưng bị đẩy lui |
| 626 | 2 tháng 7 | Sự biến cửa Huyền Vũ: Lý Thế Dân giết trưởng huynh là Thái tử Lý Kiến Thành và tam đệ Tề vương Lý Nguyên Cát ở Trường An |
| 626 | 4 tháng 9 | Đường Cao Tổ bị ép phải nhường ngôi và Lý Thế Dân nối ngôi hoàng đế tức vua Thái Tông |
| 626 | Mùa thu | Hiệt Lợi Khả hãn của Đông Đột Quyết đem quân nam phạt chỉ còn cách Trường An vài dặm và chỉ rút lui sau khi Đường Thái Tông đồng ý tiến cống cho Đột Quyết.                                                                             |
| 627 | | Nhiều châu, huyện bị bãi bỏ hoặc hợp nhất; chia đất nước thành 10 đạo |
| 627 | Liên quân nhà Đường và Hồi Cốt tham chiến với liên minh Đột Quyết và Thổ Phồn | |
| 628 | 3 tháng 6 | Thủ lĩnh nghĩa quân Lương Sư Đồ chết vì bị ám sát |
| 629 | | Nhà sư Huyền Trang lên đường đi Tây Trúc |

### Thập niên 630
| Năm | Ngày tháng                                                                                              | Sự kiện |
| --- | --- | --- |
| 630 | | Nhà Đường chinh phạt Đột Quyết: Hiệt Lợi Khả hãn của Đông Đột Quyết bị đánh bại bởi tướng Lý Tịnh của nhà Đường và bị bắt bởi Lý Thế Tích nhưng được tha chết; Đông Đột Quyết trở thành chư hầu của Nhà Đường; Đường Thái Tông được tôn xưng là Thiên Khả hãn |
| 630 | Quan hệ ngoại giao Trung Quốc - Nhật Bản: Nhật Bản cử đoàn sứ thần đầu tiên tới triều yết vua Nhà Đường | |
| 631 | | Cao Biểu Nhân (高表仁) hộ tống sứ thần Nhật trở về cố quốc |
| 632 | | Vu Điền và Kashgar (Sơ Lặc) xưng thần với hoàng đế Nhà Đường |
| 632 | Khế Bật Hà Lực của Thiết Lặc đem hơn 1,000 hộ gia đình đến quy phục Nhà Đường                           | |
| 634 | | Vĩnh An cung (永安宮) (tức cung Đại Minh) được hoàn thành |
| 634 | Tùng Tán Cán Bố của Thổ Phồn cử sứ thần đến nhà Đường                                                   | |
| 635 | | Chiến dịch chống Thổ Dục Hồn của Đường Thái Tông: Đường Thái Tông bắt đầu chiến dịch chống lại Thổ Dục Hồn, một đế quốc ở phía tây của người Tiên Ti, và thu phục vùng đất này                                                                                |
| 635 | Yarkand (Shache) thần phục Nhà Đường.                                                                   | |
| 635 | Cung Vĩnh An đổi tên thành Cung Đại Minh                                                                | |
| 636 | | Chế độ phủ binh chế được sửa đổi, chia ra thành 634 đề xung phủ (折衝府) |
| 638 | | Lộc Đông Tán của Thổ Phồn đến kinh đô nhà Đường để hỏi cưới một vị công chúa |
| 638 | Thổ Phồn tấn công Tùng Châu: Thổ Phồn tấn công thành Tùng Châu, nay là Tùng Phan, Tứ Xuyên              | |
| 639 | | Tổng điều tra dân số cho thấy dân số Đại Đường khi đó đạt đến con số 50 triệu |

### Thập niên 640
| Năm | Ngày tháng | Sự kiện |
| --- | --- | --- |
| 640 | | Chiến tranh Đường - Cao Xương: Hầu Quân Tập chinh phục Cao Xương và sáp nhật vùng đất này (Tùng Phan, Tân Cương); lập ra An Tây đô hộ phủ                                       |
| 640 | Lộc Đông Tán của Thổ Phồn đến triều chống cho nhà Đường và xin được kết hôn với một vị công chúa                                                    | |
| 641 | | Công chúa Văn Thành, một nữ quý tộc nhà Đường, đến Thổ Phồn kết hôn với Tùng Tán Cán Bố                                                                                         |
| 643 | | Hoàng thái tử Lý Thừa Càn bị phế bỏ |
| 644 | | Đường Thái Tông chuẩn bị cho chiến dịch xâm lược Cao Câu Ly |
| 644 | Nhà Đường xâm chiếm Yên Kỳ: Tướng Nhà Đường Quách Hiếu Khác tấn công Yên Kỳ và giành được thắng lợi nhưng Karasahr vẫn là chư hầu của Tây Đột Quyết | |
| 644 | Aksu (Gumo) thần phục Nhà Đường | |
| 645 | | Chiến tranh Cao Câu Ly–Đường lần thứ nhất: Vua Thái Tông đích thân dẫn đại quân xâm lược Cao Câu Ly nhưng phải rút lui sau thất bại tại An Thị (đông bắc Doanh Khẩu, Liêu Ninh) |
| 645 | Huyền Trang đi thỉnh kinh trở về | |
| 646 | | Chiến dịch xâm lược Tiết Diên Đà của Đường Thái Tông: Quân Nhà Đường đánh bại Tiết Diên Đà trong chiến trận và khả hãn của nước này đầu hàng                                    |
| 647 | | Lý Thế Tích lại tiến hành xâm lược Cao Câu Ly lần nữa, nhưng không thành công                                                                                                   |
| 648 | | Đường Thái Tông mở thêm một cuộc tấn công vào Cao Câu Ly song cũng không được                                                                                                   |
| 648 | Nhà Đường xâm chiếm Kucha: Tướng Nhà Đường A Sử Na Xã Nhĩ xâm lược Kucha (Qiuci)                                                                    | |
| 648 | Tùng Tán Cán Bố của Thổ Phồn tấn công Arjuna, người đã được Harsha thuộc Mithila, vì đã bổ nhiệm sứ giả nhà Đường Vương Huyền Sách                  | |
| 648 | Khiết Đan xưng chư hầu với Nhà Đường | |
| 649 | 10 tháng 7 | Vua Thái Tông bị bệnh nặng, có thể là do lạm dụng thuốc tiên để mong được trường sinh bất tử, rồi qua đời, hoàng tử Lý Trị lên kế ngôi và trở thành Đường Cao Tông              |
| 649 | Quân viễn chinh Cao Câu Ly được gọi về | |

### Thập niên 650
| Năm | Ngày tháng                  | Sự kiện |
| --- | --------------------------- | --- |
| 650 |                             | Một văn bản in có niên đại sớm nhất xuất hiện tại Trường An: một đoạn của kinh Phật Đà Na Ly viết bằng tiếng Phạn, có tên là Vô Cấu tịnh quang đại đà la ni kinh (無垢淨光大陀羅尼經)                      |
| 653 |                             | Một người phụ nữ tự xưng là hoàng đế và nổi dậy khởi nghĩa, gây ra hỗn loạn trong nhiều tuần trước khi bị đánh bại và giết hại                                                                             |
| 655 |                             | Võ Tắc Thiên được lập làm hoàng hậu |
| 656 |                             | Trình Giảo Kim đánh bại lực lượng Karluk và Đột Kị Thi của Tây Đột Quyết |
| 657 |                             | Trận Irtysh River: A Sử Na Hà Lỗ của Tây Đột Quyết bị đánh bại bởi Tô Định Phương của nhà Đường |
| 658 |                             | Chiến tranh Đường-Tây Đột Quyết: A Sử Na Hà Lỗ của Tây Đột Quyết bị đánh bại bởi Tô Định Phương của nhà Đường và bị giải về giam cầm đến hết đời ở Trường An; Tây Đột Quyết bị sáp nhập vào lãnh thổ Đường |
| 658 | Lạc Dương trở thành Đông Đô | |
| 659 |                             | Bằng chứng về một hỗn hợp răng xuất hiện trong văn bản y khoa Tân tu bản thảo viết bởi Tô Cung, được sản xuất từ thiếc và bạc.                                                                             |

### Thập niên 660
| Năm | Ngày tháng | Sự kiện |
| --- | --- | --- |
| 660 | | Tô Định Phương đánh bại Bách Tế                                                                                   |
| 660 | Thổ Phồn và đồng minh Đột Quyết cùng tấn công Sơ Lặc                                                                     | |
| 660 | Nhà Đường tấn công Khiết Đan và bắt được thủ lĩnh Abugu, giải ông ta về Lạc Dương                                        | |
| 660 | Vua Cao Tông bắt đầu phát bệnh đau đầu kinh niên và vì thế quyền hành trong triều dần rơi vào trong tay của Võ Tắc Thiên | |
| 661 | | Tô Định Phương bao vây Bình Nhưỡng                                                                                |
| 661 | Peroz III của Đế quốc Sasanian yêu cầu sự hỗ trợ từ nhà Đường để chống lại cuộc xâm lược của Ả Rập                       | |
| 662 | | Nhà Đường dỡ bỏ vòng vây Bình Nhưỡng vì không đủ lương thực                                                       |
| 662 | Lưu Nhân Quỹ đánh bại quân Bách Tế một trận chí mạng                                                                     | |
| 662 | Cung Đại Minh được xây lại                                                                                               | |
| 663 | | Trận Baekgang: Lưu Nhân Quỹ và các tướng khác tấn công Bách Tế, đánh bại liên minh thủy quân Bách Tế và Yamato    |
| 663 | Thổ Phồn tấn công Vu Điền nhưng bị đẩy lùi                                                                               | |
| 663 | Cung Đại Minh được hoàn thành                                                                                            | |
| 664 | | Lưu Nhân Quỹ dâng biểu lên hoàng đế trình bày tình trạng quân đội ở Triều Tiên không có nhiều tinh thần chiến đấu |
| 664 | Đường Cao Tông thực hiện một nỗ lực nhằm phế bỏ Võ Tắc Thiên, song thất bại                                              | |
| 665 | | Võ Tắc Thiên trở thành người nắm quyền trên thực tế                                                               |
| 665 | Liên quân Thổ Phồn – Đột Quyết tấn công Vu Điền                                                                          | |
| 667 | | Tiết Nhân Quý giành được chiến thắng quyết định trước quân đội Cao Câu Ly                                         |
| 668 | | Lý Thế Tích tấn công Bình Nhưỡng và chinh phục Cao Câu Ly; An Đông đô hộ phủ được thành lập                       |
| 669 | | Tướng Lý Thế Tích qua đời                                                                                         |

### Thập niên 670
| Năm | Ngày tháng | Sự kiện                                                                                            |
| --- | --- | -------------------------------------------------------------------------------------------------- |
| 670 | | Trận sông Dafei: Thổ Phồn đại phá 10 vạn quân của Tiết Nhân Quý, chiếm giữ Qiuci, và tấn công Gumo |
| 670 | Peroz III đến triều đình nhà Đường | |
| 673 | | Nhà Đường chiếm lại Qiuci                                                                          |
| 673 | Nhà Đường củng cố quyền kiểm soát người dân Tây Đột Quyết bằng việc buộc họ di dời đến vùng đất gọi là Dzungaria                                | |
| 675 | | Nhà Đường đánh bại Tân La tại Kinh Kỳ đạo                                                          |
| 676 | | Thổ Phồn tấn công Điệt, Phu, và Kính châu. Phụng Thiên và Vũ Công bị rơi vào tay người Thổ.        |
| 676 | An Đông đô hộ phủ dời trị sở đến Liêu Dương | |
| 677 | | Thổ Phồn chiếm Qiuci                                                                               |
| 677 | A Sử Na Đô Chi, một tướng cũ của nhà Đường được giao nhiệm vụ trấn giữ Tây Đột Quyết, nổi dậy và tự xưng là Khả hãn, cai trị toàn bộ Đột Quyết. | |
| 677 | An Đông đô hộ phủ lại dời đến Tân Thành, nay là Phủ Thuận, Liêu Ninh                                                                            | |
| 678 | | Thổ Phồn đánh bại nhà Đường tại khu vực Thanh Hải                                                  |
| 678 | Bùi Hành Kiệm (裴行儉) hộ tống Peroz III trở về Ba Tư và tiến được đến tận Suiye (Tokmok, Kyrgyzstan)                                           | |
| 679 | | Bùi Hành Kiệm hộ tống con trai của Peroz là Narsieh và Suiye, và Narsieh trải qua 20 năm ở Tukhara |
| 679 | Bùi Hành Kiệm đánh bại phản quân Tây Đột Quyết (A Sử Bắc Diên Đô Chi) và Lý Già Bặc                                                             | |
| 679 | Bùi Hành Kiệm đánh bại Thổ Phồn và lập lại quyền kiểm soát các vùng ốc đảo Tarim                                                                | |
| 679 | A Sử Đức Ôn Phó của Thiền Vu Đô hộ phủ lập A Sử Na Nê Thục Bặc làm Khả hãn và tuyên bố kháng Đường.                                             | |

### Thập niên 680
| Năm | Ngày tháng                                                                                | Sự kiện                                                                                                  |
| --- | ----------------------------------------------------------------------------------------- | --- |
| 680 |                                                                                           | Bùi Hành Kiệm đánh bại A Sử Na Nê Thục Bặc và ông ta bị quân lính của mình giết hại.                     |
| 680 | A Sử Đức Ôn Phó lập A Sử Na Phục Niệm làm Khả hãn và lại tiếp tục kháng Đường.            | |
| 680 | Bùi Hành Kiệm thuyết phục A Sử Na Phục Niệm đầu hàng; Phục Niệm bị hành quyết ở Trường An | |
| 680 | Thổ Phồn khuếch trương thế lực đến Tây Vực và chiếm cứ pháo đài Anrong thuộc Tứ Xuyên     | |
| 681 |                                                                                           | Sa Bát Lược Khả hãn thu phục các thuộc hạ cũ của A Sử Na Phục Niệm và nổi dậy.                           |
| 681 | Thổ Phồn xâm lược Thanh Hải nhưng bị đánh bại bởi quân nhà Đường                          | |
| 682 |                                                                                           | Sa Bát Lược Khả hãn lập ra Hậu Đột Quyết và tấn công Nhà Đường                                           |
| 683 | 27 tháng 12                                                                               | Đường Cao Tông lâm bệnh và qua đời, con trai Lý Hiển lên kế ngôi và trở thành Đường Trung Tông           |
| 683 | Sa Bát Lược Khả hãn của Hậu Đột Quyết tấn công Nhà Đường                                  | |
| 684 | 26 tháng 2                                                                                | Võ Tắc Thiên phế Đường Trung Tông, thay thế bởi Đường Duệ Tông                                           |
| 684 | Từ Kính Nghiệp nổi dậy in Dương Châu và thất bại                                          | |
| 684 | Sa Bát Lược Khả hãn của Hậu Đột Quyết tấn công Nhà Đường                                  | |
| 685 |                                                                                           | Sa Bát Lược Khả hãn của Hậu Đột Quyết tấn công Nhà Đường                                                 |
| 686 |                                                                                           | Nhà Đường từ bỏ An Tây Tứ trấn sau một cuộc tranh luận về việc giảm chi phí chiến tranh trong triều đình |
| 687 |                                                                                           | Sa Bát Lược Khả hãn của Hậu Đột Quyết tấn công Nhà Đường                                                 |
| 687 | Lý Tự Tiên và Đinh Kiến khởi nghĩa ở Đại La vì không chịu nổi sưu cao thuế nặng           | |
| 688 |                                                                                           | Võ Tắc Thiên tiến hành bắt giết các thân vương và công chúa của nhà Đường                                |
| 689 |                                                                                           | Hall of Brightness được thành lập ở Lạc Dương                                                            |

### Thập niên 690
| Năm | Ngày tháng | Sự kiện                                                                                             |
| --- | --- | --------------------------------------------------------------------------------------------------- |
| 690 | 16 tháng 10 | Võ Tắc Thiên tổ chức kì Thi Đình (Điện thí) đầu tiên trong lịch sử                                  |
| 690 | Võ Tắc Thiên tự xưng là hoàng đế của nhà Chu ở Lạc Dương | |
| 690 | Thổ Phồn đánh bại một quân Đường tại Issyk-Kul | |
| 692 | | Quân nhà Đường tái chinh phạt An Tây Tứ trấn từ tay Thổ Phồn                                        |
| 693 | | Thiên Thiện Khả hãn của Hậu Đột Quyết tiến hành các cuộc tấn công chống lại Nhà Đường               |
| 693 | Thường dân và tiểu quý tộc không được phép tham dự khoa cử. | |
| 694 | | Thổ Phồn tấn công thành phố Stone (Charklik).                                                       |
| 694 | Thiên Thiện Khả hãn của Hậu Đột Quyết tiến hành công kích nhà Đường                                                                                                | |
| 696 | | Thiên Thiện Khả hãn của Hậu Đột Quyết đánh bại Khiết Đan ở phía đông và tấn công nhà Đường          |
| 696 | Lý Tận Trung (Vô Thượng Khả hãn) của Khiết Đan cùng em rể Tôn Vạn Vinh nổi dậy chống nhà Đường và tấn công Hà Bắc; Lý qua đời không lâu sau đó và Tôn lên thay thế | |
| 696 | Thổ Phồn đánh bại quân nhà Đường tại Lâm Đàm và tấn công Liang châu                                                                                                | |
| 697 | | Anh em Trương Dịch Chi và Trương Xương Tông được đưa vào phục vụ cho Võ Tắc Thiên                   |
| 697 | Thiên Thiện Khả hãn của Hậu Đột Quyết đánh bại Khiết Đan và lại đứng lên chống nhà Đường                                                                           | |
| 698 | | Trận Tianmenling: tàn dư Cao Câu Ly của Dae Jo-yeong liên kết với Mạt Hạt đánh bại quân nhà Đường   |
| 698 | Dae Jo-yeong lập quốc ở Triều Tiên, đặt tên nước là Chấn, sau đổi thành Bột Hải (渤海) năm 712                                                                     | |
| 698 | Thiên Thiện Khả hãn của Hậu Đột Quyết lại tiếp tục tấn công nhà Đường                                                                                              | |
| 699 | | Go Deokmu nổi dậy và lập ra Tiểu Cao Câu Ly; An Đông đô hộ phủ bị dời tới Bình châu, nay là Lư Long |

## Thể kỉ VIII

### Thập niên 700
| Năm | Ngày tháng                                                                     | Sự kiện |
| --- | ------------------------------------------------------------------------------ | --- |
| 700 |                                                                                | Tridu Songtsen của Thổ Phồn tấn công Hạ và Lương châu |
| 701 |                                                                                | Xích Đô Tùng Tán của Thổ Phồn liên minh với Đột Quyết và tấn công Lương, Tùng, và Tào châu                                                                              |
| 702 |                                                                                | Thiên Thiện Khả hãn của Hậu Đột Quyết tấn công Nhà Đường |
| 702 | Thổ Phồn tấn công Mao châu                                                     | |
| 702 | Khảo thí được áp dụng để tuyển quan võ thay cho chế độ phủ binh chế.           | |
| 705 | 23 tháng 2                                                                     | Trương Giản Chi giết anh em họ Trương trong một cuộc đảo chính, khôi phục nhà Đường với Đường Trung Tông là hoàng đế; Võ Tắc Thiên qua đời vì bệnh tật không lâu sau đó |
| 705 | Văn bản in sớm nhất được biết đến để đọc, Lotus Sutra, được đề cập đến năm này | |
| 706 |                                                                                | Thiên Thiện Khả hãn của Hậu Đột Quyết nổi lên chống lại Nhà Đường |
| 707 |                                                                                | Hoàng thái tử Lý Trọng Tuấn tiến hành đảo chính, giết Võ Tam Tư và bao vây cung điện; đảo chính thất bại và thái tử bị giết bởi quân lính của mình trên đường trốn chạy |
| 707 | Thiên Thiện Khả hãn của Hậu Đột Quyết lại tấn công vào đất Đường               | |
| 708 |                                                                                | Đột Kị Thi tấn công Qiuci |
| 708 | Peroz III trở về triều đình nhà Đường                                          | |

### Thập niên 710
| Năm | Ngày tháng | Sự kiện |
| --- | --- | --- |
| 710 | 3 tháng 7 | Đường Trung Tông bị người vợ thứ hai là Vi hoàng hậu, và Công chúa An Lạc, con gái hai người, đầu độc chết; con nhỏ của Đường Trung Tông là Đường Thương Đế được đưa lên ngai vàng     |
| 710 | 25 tháng 7 | Con gái của Đường Cao Tông là Thái Bình công chúa tiến hành đảo chính cùng với cháu ruột là Lý Long Cơ giết Vi hoàng hậu; Đường Thương Đế bị thay thế bởi hoàng thúc là Đường Duệ Tông |
| 710 | Kim Thành công chúa, cháu gái của Đường Cao Tông, được gả sang Thổ Phồn; Thổ Phồn được vua Duệ Tông cấp cho đất Cửu Khúc ở phía bắc sông Hoàng Hà thuộc Cam Túc | |
| 710 | Trương Huyền Biểu của nhà Đường xâm lược đông bắc Thổ Phồn | |
| 711 | | Chế độ Tiết độ sứ được thành lập |
| 712 | 8 tháng 9 | Vua Duệ Tông thoái vị nhường vị cho con trai Lý Long Cơ (Đường Minh Hoàng) |
| 712 | Chấn đổi tên thành Bột Hải | |
| 713 | | Thái Bình công chúa bị cháu trai là Đường Minh Hoàng buộc phải tự sát |
| 713 | Bắt đầu xây dựng Tượng Phật lớn ở Lạc Sơn | |
| 714 | | Thổ Phồn tấn công Lâm Thao và Uy Viễn cũng như Lan và Vị châu, nhưng cuối cùng thất bại và bị đẩy lùi                                                                                  |
| 715 | | Trương Hiếu Tung (張孝嵩) hỗ trợ Bạt Hãn Na chống trả các cuộc tấn công của Thổ Phồn và Ả Rập                                                                                          |
| 715 | Thổ Phồn tấn công Bắc Đình Đại đô hộ phủ và Tùng châu | |
| 716 | | Khiết Đan phá bỏ minh ước với Đột Quyết và liên kết với nhà Đường |
| 717 | | Trận Aksu (717): Thổ Phồn tấn công Gumo và thành phố Stone. |
| 719 | | Đột Kị Thi chiếm Suiye |

### Thập niên 720
| Năm | Ngày tháng | Sự kiện |
| --- | --- | --- |
| 720 | | Bì Già Khả hãn của Hậu Đột Quyết xâm lược Nhà Đường rồi sai sứ sang triều cống                                                                                        |
| 720 | Tổng quản Doanh châu gửi 500 can thiệp vào cuộc tranh chấp tại Khiết Đan nhưng bị đánh bại                                                     | |
| 720 | Thổ Phồn chiếm được thành phố Stone | |
| 720 | Nhà Đường phong chư hầu cho vua các nước Oddiyana, Khuttal, và Chitral                                                                         | |
| 722 | | Nhà Đường hỗ trợ Tiểu Bột Luật (小勃律, một thành phố mà trung tâm nay nằm ở Gilgit, Pakistan, ở Kashmir) đẩy lùi được lực lượng Thổ Phiên                            |
| 722 | Mai Thúc Loan nổi dậy ở An Nam và bị đánh dẹp                                                                                                  | |
| 723 | | Kim Thành công chúa viết thư cho Lalitaditya Muktapida của Đế quốc Karkoṭa xin tị nạn. Đáp lại ông liên lạc với Zabulistan và thành lập liên minh chống lại Thổ Phồn. |
| 724 | | Vương Quân Chuo mở cuộc tấn công Thổ Phồn và giành thắng lợi |
| 725 | | Quốc vương của Vu Điền nổi dậy nhưng ngay sau đó An Tây đô hộ phủ đánh bại ông ta và lập lên một vị vua khác                                                          |
| 726 | | Đột Kị Thi tấn công Qiuci |
| 726 | Stag sgra khon lod của Thổ Phồn tấn công Cam châu nhưng nhưng lớn lực lượng quân Thổ chết do bão tuyết và phần còn lại Vương Quân Chou tóm gọn | |
| 727 | | Stag sgra khon lod và Cog ro Manporje của Thổ Phồn và Đột Kị Thi tấn công Qiuci và Qua Châu                                                                           |
| 728 | | Thổ Phồn tấn công Qiuci |
| 729 | | Trương Thủ Khuê (張守珪) đánh bại quân Thổ Phồn một trận lớn tại Tây Ninh                                                                                             |

### Thập niên 730
| Năm | Ngày tháng | Sự kiện                                                                |
| --- | --- | ---------------------------------------------------------------------- |
| 730 | | Khả Đột Vu của Khiết Đan tấn công nhà Đường                            |
| 732 | | Nhà Đường đánh bại các lực lượng Khiết Đan và Hề tộc một trận lớn      |
| 733 | | Liên minh Đường-Hề tấn công liên minh Đột Quyết-Khiết Đan              |
| 734 | | Nhà Đường và Thổ Phồn phân định ranh giới tại Núi Chiling              |
| 734 | Trương Thủ Khuê đánh bại quân Khiết Đan tại U Châu (Hà Bắc) |                                                                        |
| 735 | | Đột Kị Thi tấn công Đình châu.                                         |
| 736 | | An Lộc Sơn tấn công Khiết Đan nhưng bị đánh bại                        |
| 737 | | Bì La Các (皮羅閣) thống nhất 6 vương quốc với sự ủng hộ của nhà Đường |
| 737 | Hà Tây tiết độ sứ Thôi Hi Dật kí kết giao ước với tướng của Thổ Phồn ở Koko-nor, Yilishu, theo đó hai bên giảm bớt căng thẳng biên giới, để binh sĩ có thể trồng trọt, chăn nuôi, sản xuất. Một con chó trắng bị giết để ăn thề. |                                                                        |
| 738 | | Nhà Đường chiếm và để mất huyện Mậu về tay Thổ Phồn                    |
| 739 | | Nhà Đường giành thắng lợi lớn trước quân Thổ Phồn tại Đan châu         |
| 739 | Đường lục điển (唐六典) được hoàn thành |                                                                        |

### Thập niên 740
| Năm | Ngày tháng | Sự kiện |
| --- | --- | --- |
| 740 | | Nhà Đường chiếm huyện Mao từ tay Thổ Phồn                                                                                 |
| 740 | An Lộc Sơn tấn công Khiết Đan                                                                                 | |
| 741 | | Thổ Phồn tấn công quân Đường ở Thanh Hải nhưng bị đẩy lùi; Thổ Phồn cướp phá thành phố Stone trên đường rút lui           |
| 742 | | Hoàng Phủ Duy Minh ở Lũng Hữu và Wang Chui ở Hà Tây xâm lược đông bắc Thổ Phồn và giết hàng nghìn người Thổ Phồn          |
| 743 | | Nhà Đường thu phục Cửu Khúc (九曲) từ tay Thổ Phồn                                                                        |
| 743 | An Đông đô hộ phủ dời trị sở đến Liêu Tây cố thành, tương ứng với Doanh châu (nay là Triều Dương, Liêu Ninh.  | |
| 745 | | Thổ Phồn đánh bại quân Nhà Đường tại thành phố Stone                                                                      |
| 745 | Hai bộ tộc Khiết Đan nổi dậy và bị đánh bại bởi An Lộc Sơn                                                    | |
| 747 | | Cao Tiên Chi kinh lược Pamirs với 10,000 quân và chinh phục Little Balur (Gilgit), một nước chư hầu của Thổ Phồn          |
| 748 | | Nhà Đường cho xây dựng một pháo đài tại một hòn đảo tại Hồ Thanh Hải, giúp tình hình phía tây bắc Thanh Hải được bình yên |
| 748 | Nhà Đường chiếm lại Suyab và thiêu hủy nơi này                                                                | |
| 749 | | Hệ thống phủ binh chế được hoàn thiện nhưng sau bị bãi bỏ                                                                 |
| 749 | Trấn Lũng Hữu dưới quyền Kha Thư Hàn tấn công Thổ Phồn và tái chiếm Thành phố Stone nhưng bị tổn thất nặng nề | |

### Thập niên 750
| Năm | Ngày tháng | Sự kiện |
| --- | --- | --- |
| 750 | | Nhà Đường đánh bại liên minh hai nước Đột Kị Thi-Chach và xử tử quốc vương của Chach |
| 750 | Văn hóa Trung Hoa ở Liêu Ninh biến mất và thay thế bằng Văn hóa Khiết Đan | |
| 751 | | Trận Talas: Quân nhà Đường bị đánh bại bởi quân Ả Rập |
| 751 | Tiên Vu Trọng Thông tấn công Nam Chiếu với lực lượng 80,000 người nhưng bị đánh bại một trận lớn, ba phần tư quân số bị tổn hại                                                                                   | |
| 752 | | An Lộc Sơn tấn công Khiết Đan |
| 753 | | Kha Thư Hàn đẩy lui người Thổ Phồn khỏi khu vực "Cửu Khúc" ở thượng nguồn của sông Hoàng Hà                                                                                                |
| 754 | | Dương Quốc Trung xâm lược Nam Chiếu nhưng không tham chiến cho đến khi lương thực cạn kiệt, thì bị kẻ đich phản công và đánh bại                                                           |
| 754 | Nhà sư Jianzhen đến Nhật Bản và thành lập phái Risshu tại Nara | |
| 755 | | Khởi nghĩa An Lộc Sơn: An Lộc Sơn nổi dậy và tự xưng là hoàng đế của Yên |
| 756 | spring | Trận Ung Khâu: Quân Yên rút lui khỏi cuộc bao vây một thành trì của nhà Đường |
| 756 | 12 tháng 8 | Đường Minh Hoàng chạy trốn khỏi Trường An. Trên Đường chạy sang Tứ Xuyên, ông bị ép phải thí tử cho người vợ yêu của mình là Dương quý phi và nhượng vị lại cho con trai là Đường Túc Tông |
| 756 | Đạo sĩ Mao Kua tường thuật trong Bình long nhận (Recognition of Recumbent Dragon) rằng bằng cách nung hỗn hợp Kali nitrat, âm khí hòa trận, trộn thêm lưu huỳnh, carbon, và vài kim loại khác có thể tạo ra vàng. | |
| 757 | | An Lộc Sơn bị giết bởi con trai An Khánh Tự |
| 757 | Trận Tuy Dương: Quân Yên giành chiến thắng song bị tổn thất nghiêm trọng | |
| 757 | Quân nhà Đường dưới quyền chỉ huy của Quách Tử Nghi liên minh với Hồi Cốt, giành lại từ tay quân Yên hai kinh Trường An và Lạc Dương                                                                              | |
| 757 | An Khánh Tự bỏ vùng đất phía nam sông Hoàng Hà chạy về Hà Bắc | |
| 757 | Thổ Phồn chinh phục Đan châu | |
| 758 | | Ninh quốc công chúa, con gái thứ hai của Đường Túc Tông, kết hôn với Anh Vũ Uy Viễn Khả hãn của Hồi Cốt                                                                                    |
| 759 | | An Khánh Tự bị giết bởi Sử Tư Minh |
| 759 | Sử Tư Minh đánh chiếm Lạc Dương | |
| 759 | Giám Chân tìm thấy Tōshōdai-ji ở Nara, Nhật Bản | |

### Thập niên 760
| Năm | Ngày tháng | Sự kiện |
| --- | --- | --- |
| 760 | | Thảm sát Dương châu: Quân sĩ dưới trướng Điền Thần Công giết hại các thương nhân Ả Rập và Ba Tư ở Dương Châu                                                       |
| 760 | Lục Vũ (730s-circa 804) sáng tác Trà kinh | |
| 761 | | Sử Tư Minh bị giết bởi con trai Sử Triều Nghĩa |
| 761 | An Đông đô hộ phủ bị bãi bỏ | |
| 762 | 3 tháng 5 | Thái Thượng hoàng qua đời vì bị trầm cảm |
| 762 | 16 tháng 5 | Đường Túc Tông qua đời vì bệnh tim |
| 762 | 18 tháng 5 | Đường Đại Tông kế vị ngai vàng |
| 762 | Nhà Đường liên minh với Hồi Cốt đánh bại quân của Sử Triều Nghĩa và thu hồi Lạc Dương; binh sĩ Đường và Hồi Cốt tiến hành cướp bóc trong thành phố | |
| 763 | | Loạn An Sử: Sử Triều Nghĩa tự sát và Loạn An Sử chấm dứt |
| 763 | Thổ Phồn cử 100 000 quân xâm lược nhà Đường và đánh chiếm Trường An 15 ngày trước khi rút đi                                                       | |
| 763 | Thổ Phồn chinh phục Yanqi | |
| 764 | 5 tháng 1 | Nghiêm Vũ được phong làm Tiết độ sứ |
| 764 | Mùa thu | Thổ Phồn cử 70 000 quân xâm lược nhà Đường và chiếm giữ Lương châu nhưng bị Nghiêm Vũ đẩy lùi                                                                      |
| 765 | | Thổ Phồn – Hồi Cốt cử 30 000 quân xâm lược nhà Đường, tiến thẳng đến Phụng Thiên hai lần nhưng bị thất bại bởi Quách Tử Nghi, người đã thuyết phục Hồi Cốt đổi phe |
| 766 | | Thổ Phồn chinh phục Cam và Túc châu. |
| 767 | | Cướp biển tấn công An Nam và bị đánh bại |

### Thập niên 770
| Năm | Ngày tháng | Sự kiện                                                      |
| --- | ---------- | ------------------------------------------------------------ |
| 776 |            | Thổ Phồn chinh phục Qua Châu.                                |
| 779 | 10 tháng 6 | Đường Đại Tông qua đời vì bệnh; Đường Đức Tông lên kế vị ông |

### Thập niên 780
| Năm | Ngày tháng | Sự kiện |
| --- | --- | --- |
| 780 | | Một nhóm người Hồi Cốt và Sogdiana bị giết trên đường trở về nước từ Trường An. Nhà Đường đồng ý trả 1,800,000 quan tiền để bồi thường. |
| 780 | Lưỡng thuế pháp được thiết lập | |
| 781 | | Thổ Phồn chinh phục Nghi châu. |
| 781 | Quách Tử Nghi qua đời | |
| 782 | | Vương Vũ Tuấn ở Thành Đức và Chu Thao ở Lư Long liên minh với Điền Duyệt ở Ngụy Bác cùng chống lại nhà Đường                            |
| 783 | | Thổ Phồn và nhà Đường kí Hiệp ước Thấm Thủy, tạm chấm dứt xung đột kéo dài                                                              |
| 783 | Lý Hi Liệt ở Hoài Tây (nam Hà Nam) nổi dậy                                                                                                  | |
| 783 | Đường Đức Tông áp đặt thuế nhà ở và trao đổi tiền mặt                                                                                       | |
| 783 | Quân Kính châu nổi dậy lấy Trường An và lập Chu Thử làm hoàng đế                                                                            | |
| 783 | Đường Đức Tông chạy đến Phụng Thiên (奉天, nay là Hàm Dương)                                                                                | |
| 784 | | Đường Đức Tông xá tội cho bọn Điền Duyệt tứ trấn                                                                                        |
| 784 | Lý Hoài Quang ở Sóc Phương nổi dậy | |
| 784 | Thổ Phồn hỗ trợ nhà Đường trong việc đánh dẹp cuộc nổi dậy của Chu Thử đổi lại nhà Đường dâng cho họ An Tây đô hộ phủ và Bắc Bình đô hộ phủ | |
| 784 | Lý Thịnh chiếm lại Trường An | |
| 784 | Chu Thử bị giết | |
| 784 | Nhà Đường nuốt lời hứa của mình, không chịu cắt đất cho Thổ Phồn và Hiệp ước bị bãi bỏ                                                      | |
| 785 | | Phùng Hưng khởi nghĩa ở An Nam |
| 786 | | Quân phiệt Lý Hi Liệt bị giết |
|     | Thổ Phồn thu phục Diên châu và Hạ châu | |
| 787 | | Thổ Phồn lừa gạt nhà Đường trong ngày kí Hiệp ước Bình Lương và bắt giữ nhiều quan chức, tướng lĩnh của nhà Đường                       |
| 787 | Thổ Phồn thiêu rụi Diên và Hạ châu trước khi rút binh khỏi đó                                                                               | |
| 787 | Thổ Phồn chiếm Sa châu và Qiuci | |
| 788 | | Nhà Đường đánh bại Thổ Phồn tại Sa châu                                                                                                 |
| 788 | Hàm An công chúa, con gái thứ tám của Đường Đức Tông, kết hôn với Alp qutlugh bilge của Hồi Cốt                                             | |
| 789 | | Thổ Phồn tấn công Lũng, Kính, và Bân châu                                                                                               |

### Thập niên 790
| Năm | Ngày tháng | Sự kiện |
| --- | ---------- | --- |
| 790 |            | Thổ Phồn chinh phục Đình châu                                                                                    |
| 791 |            | Nhà Đường thu hồi lại An Nam                                                                                     |
| 792 |            | Thổ Phồn chinh phục Sa châu và Vu Điền                                                                           |
| 793 |            | Tướng nhà Đường Vi Cao đại phá 50 thành trì của Thổ Phồn và đánh bại một 30,000 quân Thổ Phồn, thu hồi Diên châu |
| 796 |            | Thổ Phồn tấn công Khánh châu nhưng chiến dịch bị dừng lại khi tể tướng Thượng Kết Tán qua đời                    |

## Thế kỉ IX

### Thập niên 800
| Năm | Ngày tháng                                                                                | Sự kiện |
| --- | ----------------------------------------------------------------------------------------- | --- |
| 801 |                                                                                           | Nhà Đường và Nam Chiếu đánh bại Thổ Phồn cùng đồng minh Abbasid |
| 803 |                                                                                           | Biên giới của nhà Đường bị đẩy đến Bình Lương |
| 803 | Champa tiến chiếm An Nam                                                                  | |
| 803 | Lạc Sơn Đạt Phật được hoàn thành                                                          | |
| 804 |                                                                                           | Kukai đến thăm Trung Quốc |
| 805 | 25 tháng 2                                                                                | Vua Đức Tông qua đời; hoàng tử Lý Tụng lên kế ngôi và trở thành Đường Thuận Tông, ông này bị bại liệt nên sớm phải nhường ngôi lại cho con là Lý Thuần, tức là Đường Hiến Tông |
| 805 | Wang Shuwen makes một failed attempt to take back military power from hoạn quan           | |
| 806 |                                                                                           | Đường Hiến Tông thu phục các phiên trấn ở Tây Xuyên và lưu vực quanh Trường Giang                                                                                              |
| 806 | Kukai trở về Nhật Bản                                                                     | |
| 808 |                                                                                           | Bộ tộc Chuy, một nhánh của Sa Đà Đột Quyết bị đánh bại bởi Thổ Phồn và dời đến Nội Mông                                                                                        |
| 808 | Lần đầu tiên thuốc súng được nhắc đến trong văn bản Thái thượng thánh tổ kim đan bí quyết | |
| 809 |                                                                                           | Đường Hiến Tông tấn công Thành Đức nhưng thất bại |

### Thập niên 810
| Năm | Ngày tháng | Sự kiện                                        |
| --- | ---------- | ---------------------------------------------- |
| 814 |            | Ngô Nguyên Tế nổi dậy in Hoài Tây (nam Hà Nam) |
| 817 |            | Ngô Nguyên Tế bị bắt và giết                   |
| 819 |            | Thổ Phồn tấn công Khánh châu                   |

### Thập niên 820
| Năm | Ngày tháng | Sự kiện |
| --- | --- | --- |
| 820 | 14 tháng 2 | Vua Hiến Tông qua đời, nghi ngờ là do hoạn quan hạ độc; con trai là Lý Hằng lên kế ngôi và trở thành Đường Mục Tông                                                                             |
| 820 | Dương Thanh nổi dậy và chiếm lấy thành Đại La                                                                               | |
| 821 | | Nhà Đường và Thổ Phồn kí một hiệp ước theo đó nhà Đường công nhận quyền bá chủ của Thổ Phồn tại khu vực phía tây cũng như các đất Lũng Hữu và Hà Tây. Những vùng này nay đều thuộc tỉnh Cam Túc |
| 821 | Thổ Phồn tấn công Nhà Đường nhưng đẩy lùi bởi tổng binh Diên châu                                                           | |
| 821 | Thái Hòa công chúa, con gái thứ 17 của Đường Hiến Tông, kết hôn với Kün tengride ülüg bulmïsh alp küchlüg bilge của Hồi Cốt | |
| 822 | | Hồi Cốt gửi quân giúp nhà Đường đánh dẹp các phiên trấn nổi dậy, nhưng bị từ chối; nhà Đường trả cho bọn này 70,000 tấm lụa để tống khứ họ về.                                                  |
| 823 | | Bia kỉ niệm liên minh Đường – Thổ Phồn được dựng lên Lạp Tát |
| 824 | 25 tháng 2 | Vua Mục Tông qua đời; con trai Lý Đam lên kế ngôi và trở thành Đường Kính Tông |
| 827 | 9 tháng 1 | Đường Kính Tông bị giết bởi hoạn quan; em là Lý Ngang lên kế ngôi và trở thành Đường Văn Tông                                                                                                   |
| 829 | | Nam Chiếu chiếm giữ Thành Đô và bắt được 20,000 thợ giỏi của Trung Quốc |

### Thập niên 830
| Năm | Ngày tháng               | Sự kiện                                                                                          |
| --- | ------------------------ | ------------------------------------------------------------------------------------------------ |
| 835 |                          | Sự biến Cam Lộ: Lý Trọng Ngôn và những người khác bị giết sau nỗ lực diệt trừ hoạn quan thất bại |
| 835 | Nhà Đường cấm in lịch tư |                                                                                                  |
| 837 |                          | Nhà Đường giành lại quyền kiểm soát thành Đại La                                                 |
| 838 |                          | Nhà sư người Nhật là Ennin đến thăm Trung Quốc                                                   |

### Thập niên 840
| Năm | Ngày tháng                                        | Sự kiện |
| --- | ------------------------------------------------- | --- |
| 840 | 10 tháng 2                                        | Vua Văn Tông qua đời; hoàng đệ Lý Viêm được hoạn quan lập lên ngôi và trở thành Đường Vũ Tông                                                                                        |
| 840 | Hồi Cốt suy yếu bởi những tranh chấp trong nội bộ | |
| 842 |                                                   | Thổ Phồn cũng dần suy vong sau cái chết của Dharma |
| 843 |                                                   | Quân Đường dưới sự chỉ huy của Thạch Hùng tấn công Hồi Cốt đã bị suy vong và 10,000 người Hồi Cốt tại Núi Shahu                                                                      |
| 843 | Chiến dịch đàn áp tôn giáo bắt đầu                | |
| 844 |                                                   | Trấn Chiêu Nghĩa (phần lớn nằm ở nam Sơn Tây) lại được đưa về sự quản lý của chính quyền trung ương                                                                                  |
| 845 |                                                   | Hội Xương hủy Phật: Đường Vũ Tông tiến hành diệt Phật lần thứ ba và cũng là lần đàn áp nặng nề nhất nhằm vào Đạo Phật trong lịch sử Trung Quốc; Hỏa giáo và Minh giáo cũng bị đàn áp |
| 846 | 22 tháng 4                                        | Vua Vũ Tông qua đời, có lẽ là do dính độc của bọn đạo sĩ luyện đơn; hoàng thúc Lý Thầm được hoạn quan lập làm đế và trở thành Đường Tuyên Tông                                       |
| 846 | Nam Chiếu tấn công An Nam                         | |
| 846 | Lệnh cấm Đạo Phật được dỡ bỏ một phần             | |
| 847 |                                                   | Nhà Đường đánh bại lực lượng Thổ Phồn tại Diên châu |
| 847 | Lệnh cấm Đạo Phật được dỡ bỏ hoàn toàn            | |
| 847 | Nhà sư Nhật Bản Ennin trở về Nhật Bản             | |
| 848 |                                                   | Trương Nghĩa Triều, một thủ lĩnh ở Sa châu, nổi dậy chiếm Sa và Qua châu từ tay Thổ Phồn                                                                                             |
| 849 |                                                   | Quân tướng Thổ Phồn ở phía đông Cam Túc theo về với nhà Đường |

### Thập niên 850
| Năm | Ngày tháng | Sự kiện |
| --- | --- | --- |
| 850 | | Trương Nghĩa Triều chiếm Cam, Túc, và Y châu và dâng biểu xưng thần với Đường Tuyên Tông |
| 851 | | Trương Nghĩa Triều chiếm Sa châu và hoàng đế nhà Đường tấn phong ông ta làm Tiết độ sứ Quy Nghĩa (歸義節度使) và Tào Nghị Kim làm quân sư cho ông ta                                                  |
| 851 | Một du khách Ả Rập ghi chép về việc sử dụng giấy vệ sinh ở Trung Hoa.                                              | |
| 853 | | Đoàn Thành Thức xuất bản Dậu Dương tạp trở, một tiểu thuyết nói về văn hóa và truyền thuyết của Trung Quốc và nước ngoài; trong đó có thiên Diệp Hạn, một phiên bản ban đầu của truyện cổ tích Lọ Lem |
| 858 | | Một cuộc nổi loạn nổ ra ở An Nam và nhanh chóng bị đánh bại |
| 858 | Một trận lũ lụt xảy ra ảnh hưởng đến Đại Vận Hà và Bình nguyên Hoa Bắc giết hàng chục nghìn người                  | |
| 858 | Văn bản Đạo giáo Chân nguyên diệu đạo yếu lược (真元妙道要略) đề cập đến sự nguy hiểm của "chất cháy" (thuốc súng) | |
| 859 | 7 tháng 9 | Vua Tuyên Tông qua đời; hoạn quan lập hoàng tử Lý Ôn lên ngôi và trở thành Đường Ý Tông |

### Thập niên 860
| Năm | Ngày tháng | Sự kiện |
| --- | --- | --- |
| 860 | | Khởi nghĩa Cừu Phủ nổ ra Triết Giang rồi bị đàn áp |
| 861 | | Nam Chiếu tấn công Bạc châu và An Nam nhưng bị đẩy lui. |
| 861 | Trương Nghĩa Triều tái chiếm Lương châu, mở rộng thế lực Quy Nghĩa quân đến Tây, Qua, Cam, Qua, Y, Lan, Thiện, Hà, Mân, Lương, và Khuếch châu | |
| 863 | | Nam Chiếu chinh phục An Nam |
| 866 | | Trương Nghĩa Triều đánh bại bLon Khrom brZhe và chiếm lấy Đình châu và Ürümqi nhưng ngay sau đó bị mất các đất này cùng với đất Sa châu về tay Vương quốc Qôch |
| 866 | Thổ Phồn lui quân về Cao nguyên Tây Tạng | |
| 866 | Cao Biền lấy lại An Nam từ tay Nam Chiếu | |
| 868 | | Được dẫn đầu bởi Bàng Huân, quân đồn trú ở Quý Châu nổi dậy và tiến về phía bắc                                                                                |
| 868 | Kinh Kim Cương được in | |
| 869 | | Bàng Huân bị đánh bại bởi thủ lĩnh Sa Đà Lý Quốc Xương và qua đời                                                                                              |
| 869 | Vương quốc Qocho tấn công Quy Nghĩa quân nhưng thất bại                                                                                       | |
| 869 | Nam Chiếu bao vây Thành Đô nhưng không chiếm được                                                                                             | |

### Thập niên 870
| Năm | Ngày tháng                                                                                               | Sự kiện |
| --- | --- | --- |
| 870 | | Nam Chiếu bao vây Thành Đô (nay là Tứ Xuyên)                                                                   |
| 870 | Vương quốc Qocho tấn công Quy Nghĩa quân nhưng bất thành                                                 | |
| 873 | 15 tháng 8                                                                                               | Đường Ý Tông mắc bệnh và qua đời; con trai Lý Huyên được lập lên ngôi bởi hoạn quan và trở thành Đường Hi Tông |
| 874 | | Vương Tiên Chi nổi dậy ở Trường Viên (Hà Nam)                                                                  |
| 875 | | Hoàng Sào hợp tác với Vương Tiên Chi cùng nổi dậy                                                              |
| 876 | | Vương quốc Qocho chinh phục Nghi châu                                                                          |
| 877 | | Nam Chiếu rút quân khỏi Kiềm Trung quân, nay là Quý Châu                                                       |
| 877 | Niên lịch đầu tiên được biết đến, "Lịch thư năm Càn Phù thứ 4" (乾符四年曆書), được ghi chép đến năm này | |
| 878 | | Vương Tiên Chi qua đời; Hoàng Sào lên thay thế                                                                 |
| 879 | | Đại đồ sát Quảng Châu: Hoàng Sào chiếm Quảng Châu (thuộc Quảng Đông) và bắc tiến                               |

### Thập niên 880
| Năm | Ngày tháng                                                                                                  | Sự kiện |
| --- | --- | --- |
| 880 | | Hoàng Sào tấn công Lạc Dương |
| 880 | Tăng Cổn triệt quân ở phía nam và từ bỏ quyền kiểm soát An Nam                                              | |
| 881 | | Hoàng Sào đánh chiếm Trường An; vua Hi Tông chạy đến Thành Đô                                                                                       |
| 881 | Cam và Lương châu tuyên bố li khai                                                                          | |
| 882 | | Chu Ôn, tướng của Hoàng Sào, quy phục Nhà Đường |
| 883 | | Hoàng Sào chạy trốn khỏi Trường An |
| 883 | Sách in được bán tại các chợ Thành Đô                                                                       | |
| 884 | | Hoàng Sào qua đời khi bị Lý Khắc Dụng truy đuổi |
| 885 | | Đường Hi Tông được đưa về Trường An |
| 885 | Tần Tông Quyền tự xưng là hoàng đế, đoạt lấy Lạc Dương, và sau đó rời đi                                    | |
| 886 | | Hoạn quan Điền Lệnh Tư đưa Đường Hi Tông Hưng Nguyên (phía đông Hán Trung, Thiểm Tây) khi Trường An bị uy hiếp bởi Lý Khắc Dụng và Vương Trọng Vinh |
| 886 | Lý Vân được lập làm hoàng đế bởi quân phiệt Chu Mai ở Trường An; cả Vân và Mai đều bị giết không lâu sau đó | |
| 888 | 20 tháng 4                                                                                                  | Vua Hi Tông qua đời vì bệnh tật; hoàng đệ Lý Diệp được lập lên bởi hoạn quan và trở thành Đường Chiêu Tông                                          |

### Thập niên 890
| Năm | Ngày tháng                      | Sự kiện                                    |
| --- | ------------------------------- | ------------------------------------------ |
| 890 |                                 | Chu Ôn và Lý Khắc Dụng giao chiến với nhau |
| 891 |                                 | Vương Kiến vào Thành Đô                    |
| 891 | Tiền Lưu vào Tô Châu (Giang Tô) |                                            |

## Thế kỉ X
| Năm | Ngày tháng                                                                                      | Sự kiện |
| --- | ----------------------------------------------------------------------------------------------- | --- |
| 900 |                                                                                                 | Chu Ôn thu phục Hà Bắc                                                                                       |
| 900 | 1 tháng 12                                                                                      | Đường Chiêu Tông bị phế truất; con trai Lý Dụ được bọn hoạn quan lập làm hoàng đế                            |
| 901 |                                                                                                 | Đường Chiêu Tông được phục vị và sau đó bị hoạn quan ép phải rời đô từ Trường An về Phượng Tường (Thiểm Tây) |
| 902 |                                                                                                 | Chu Ôn tấn phong Dương Hành Mật làm Ngô vương và bao vây Phượng Tường                                        |
| 903 |                                                                                                 | Chu Ôn đưa Đường Chiêu Tông về Trường An, nơi ông ta và Thôi Dận tiến hành đồ sát các hoạn quan              |
| 903 | Vương Kiến tự phong làm Thục vương                                                              | |
| 904 |                                                                                                 | Chu Ôn giết Thôi Dận và buộc Đường Chiêu Tông dời đô Trường An sang Lạc Dương, và nhà vua bị giết chết ở đây |
| 904 | Đường Ai Đế được Chu Ôn lập làm vua                                                             | |
| 904 | Lần đầu tiên thuốc súng (có thể là hỏa tiễn) được quân Ngô sử dụng trong cuộc bao vây Nam Xương | |
| 907 |                                                                                                 | Thủ lĩnh Khiết Đan A Bảo Cơ tự xưng làm hoàng đế của nhà Liêu                                                |
| 907 | 12 tháng 5                                                                                      | Chu Ôn phế Đường Ai Đế và thành lập Hậu Lương tại Khai Phong (Hà Nam); chấm dứt Đường triều                  |